# Geert De Vos
Geert De Vos (* 6. Oktober 1981 in Ninove) ist ein belgischer Dartspieler.

## Karriere
Geert De Vos spielte sich 2007 bereits beim WDF World Cup ins Halbfinale und siegte in der Einzelwertung des Spring Cups. Beim WDF Europe Cup ein Jahr später war er weniger erfolgreich, allerdings konnte der Belgier am gleichen Wochenende bei den Danish Open sein erstes Nine dart finish spielen und den dritten Platz belegen. Zwei Jahre später gewann De Vos mit der belgischen Mannschaft den WDF Europe Cup.
Bei der BDO World Darts Championship 2012 gab De Vos sein Weltmeisterschaftsdebüt, wo er gegen Tony West mit 3:1 siegte, ehe er im Achtelfinale gegen den späteren Weltmeister Christian Kist aus den Niederlanden ausschied. Im weiteren Verlauf des Jahres gewann der Belgier erneut den Spring Cup sowie die German Open. Bei seiner zweiten Weltmeisterschaftsteilnahme schied De Vos erneut im Achtelfinale gegen den späteren Turniersieger, dieses Mal Scott Waites, aus dem Turnier aus. 2013 konnte De Vos seinen German Open Titel verteidigen und das Achtelfinale des World Masters erreichen. Ein erneutes Achtelfinal-Aus musst De Vos bei seiner dritten WM-Teilnahme hinnehmen. Besser lief es beim Finder Darts Masters 2014, wo er das Halbfinale erreichte, nachdem er mit 2:3 Gary Robson unterlag. Bei den BDO World Darts Championship 2015 schied der Belgier erneut im Achtelfinale gegen den späteren Weltmeister aus der WM aus.
2015 spielte sich De Vos bis ins Achtelfinale der Dutch Open und konnte mit der BDO World Trophy sein erstes Major-Turnier gewinnen. Durch diesen Titelgewinn qualifizierte er sich für den Grand Slam of Darts 2015. Dort unterlag er in der Gruppenphase Robert Thornton und Terry Jenkins, besiegte zwar Jonny Clayton, schied jedoch als Gruppendritter aus dem Turnier aus. Wie bereits 2013 konnte Scott Waites auch bei der BDO World Darts Championship 2016 De Vos aus dem Turnier werfen und sich später erneut den Weltmeistertitel sichern. Das Jahr 2016 verlief weniger erfolgreich für den Belgier, jedoch konnte er am Ende des Jahres das Halbfinale beim Finder Darts Masters gewinnen.
Bei der BDO World Darts Championship 2017 gelang De Vos dann erstmals ein Sieg im Achtelfinale gegen Scott Mitchell. Im Viertelfinale war schließlich gegen Darryl Fitton in der Verlängerung Schluss für den Belgier. Bei der BDO World Trophy 2017 verlor De Vos zum Auftakt gegen Peter Machin, siegte allerdings kurz darauf bei den England Open. Bei seiner letzten BDO-Weltmeisterschaft 2018 war nach einem Erstrundensieg gegen den Niederländer Derk Telnekes dann wieder im Achtelfinale das Turnier für den Belgier beendet.
2019 spielte De Vos erstmals die PDC Qualifying School und einige Turniere auf der Challenge Tour. Mit seiner Qualifikation für die Belgian Darts Championship 2020 gab De Vos sein Debüt auf der European Darts Tour. Er verlor jedoch gegen den Niederländer Danny Noppert mit 2:6.
Zu Beginn des Jahres 2021 konnte De Vos sich bei der Qualifying School in Niedernhausen als Sieger des ersten Tages direkt eine Tourkarte für die PDC Pro Tour sichern. Bei den UK Open 2021 schied er mit 2:6 in der ersten Runde gegen den Niederländer Niels Zonneveld aus.
Die Tour Card verlor De Vos 2022 wieder. An der Q-School 2023 nahm De Vos daraufhin nicht teil.

## Weltmeisterschaftsresultate

### BDO
- 2012: 2. Runde (2:4-Niederlage gegen  Christian Kist)
- 2013: 2. Runde (1:4-Niederlage gegen  Scott Waites)
- 2014: 2. Runde (2:4-Niederlage gegen  Jan Dekker)
- 2015: 2. Runde (2:4-Niederlage gegen  Scott Mitchell)
- 2016: 2. Runde (3:4-Niederlage gegen  Scott Waites)
- 2017: Viertelfinale (4:5-Niederlage gegen  Darryl Fitton)
- 2018: 2. Runde (0:4-Niederlage gegen  Richard Veenstra)

## Titel

### WDF
- Silber-Turniere
  - Bruges Open: (1) 2024
- Sonstige
  - Bruges Open: (1) 2017